# Tony Allen (Schlagzeuger)

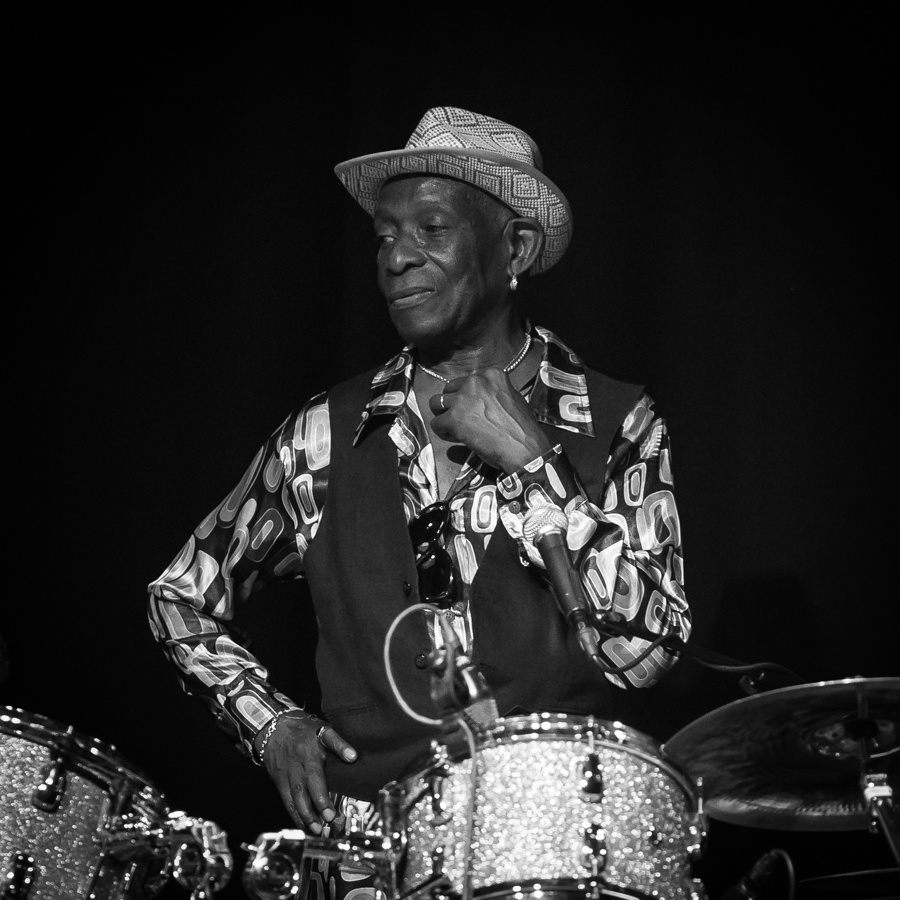
Tony Allen (Oslo Jazzfestival 2015)

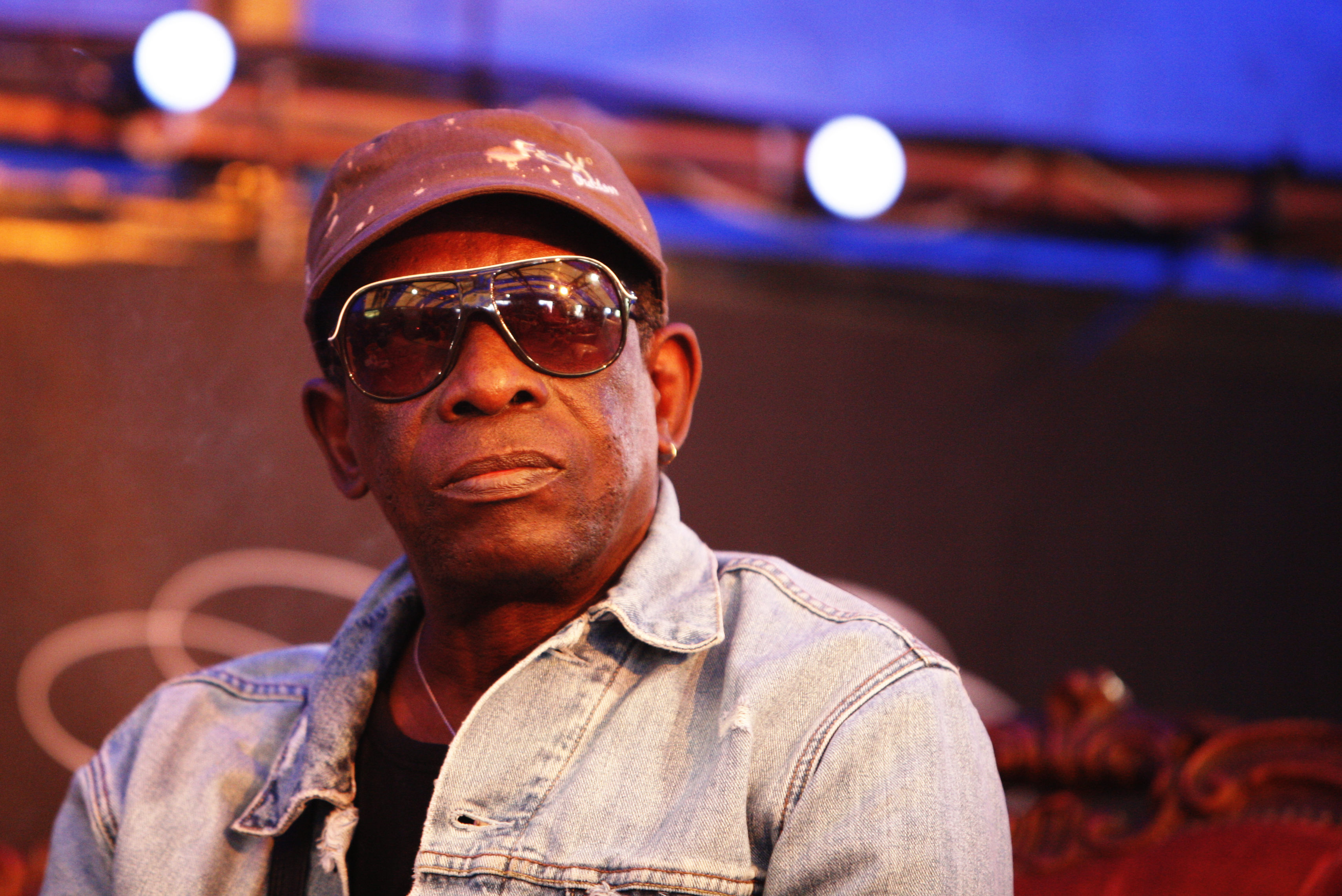
Tony Allen (Festival Eurockéennes 2007)

Tony Oladipo Allen (geb. 12. August 1940 in Lagos; gest. 30. April 2020 in Paris) war ein nigerianischer Schlagzeuger und Songschreiber. Als Schlagzeuger und musikalischer Direktor von Fela Kutis Band Africa ’70 in den Jahren 1968 bis 1979 gilt er als einer der Begründer des Afrobeat. Kuti konstatierte: „Ohne Tony Allen gäbe es den Afrobeat nicht.“ Der Rolling Stone listete Allen 2016 auf Rang 33 der 100 größten Schlagzeuger aller Zeiten.

## Frühe Karriere
Im Alter von 18 Jahren begann Allen als Autodidakt Schlagzeug zu spielen, während er als Techniker für einen nigerianischen Radiosender arbeitete. Allen wurde vom Musikgeschmack seines Vaters (Jùjú, traditioneller Yoruba und Musik der Ibo-Zeremonielle), aber auch vom amerikanischen Jazz und von der wachsenden Highlife-Szene in Nigeria und Ghana beeinflusst. Er arbeitete hart daran, einen einzigartigen Klang des Schlagzeugs zu entwickeln, indem er LPs und Zeitungsartikel von Max Roach und Art Blakey studierte, aber auch Material des ghanaischen Schlagzeugers Guy Warren (jetzt Kofi Ghanaba), der einen speziell jammernden Klang entwickelte und dazu das Trommeln ghanaischer Stämme mit Bop kombinierte; Dizzy Gillespie, Charlie Parker, Thelonious Monk und eben Max Roach waren für ihn Ausgangsmaterial.
Allen wurde von ‚Sir‘ Victor Olaiya für dessen Highlife-Band Cool Cats als Claves-Spieler angeheuert. Als der bisherige Schlagzeuger der Band diese verließ, füllte Allen die am Schlagzeug entstandene Lücke. Später spielte Allen bei Agu Norris and the Heatwaves, den Nigerian Messengers und den Melody Makers.

## Fela & Africa ’70

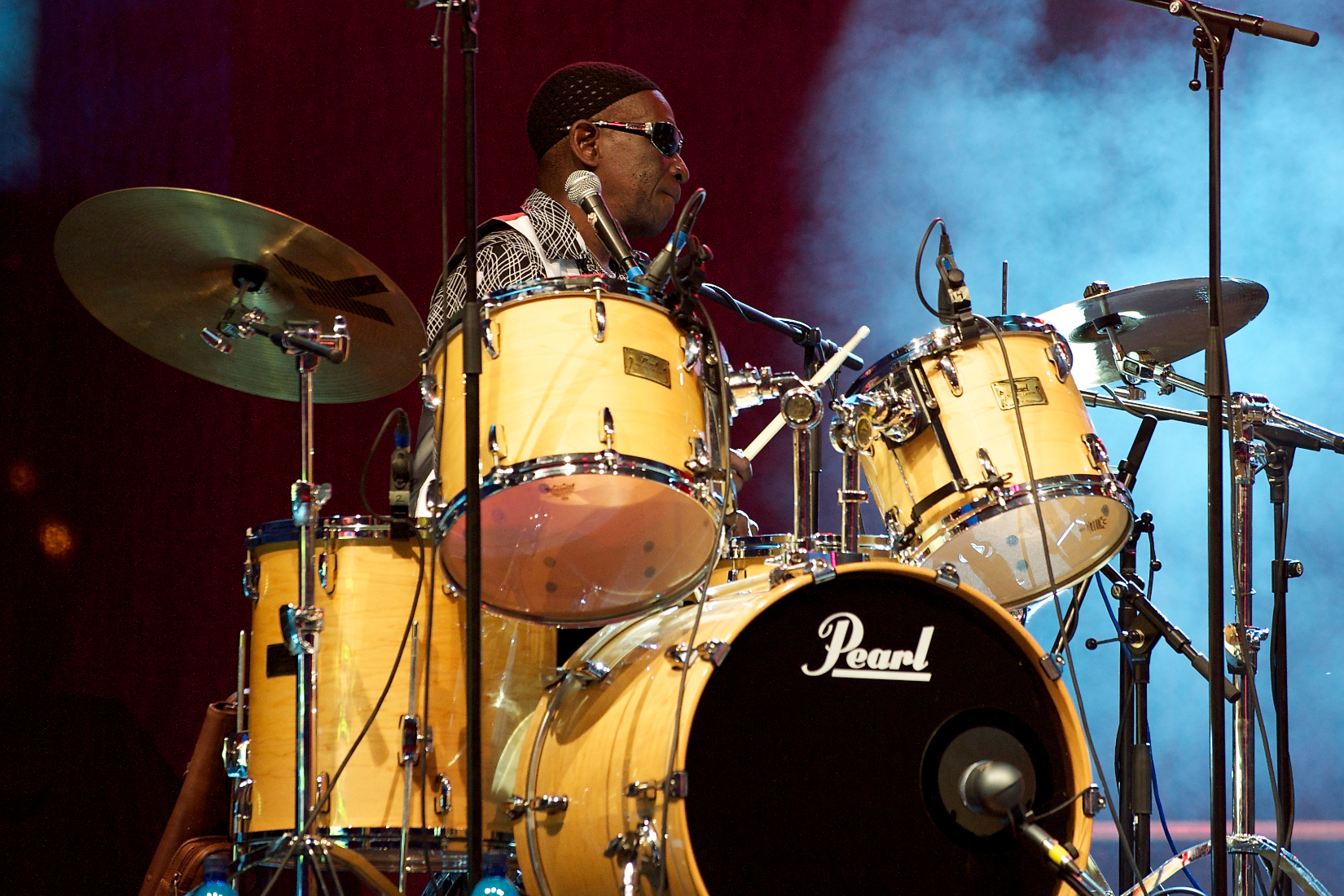
Tony Allen beim Würzburger Hafensommer 2010

1964 wurde Allen von Fela Ransome Kuti, der eine Highlife-Jazz-Band gründen wollte, zum Vorspielen eingeladen. Kuti und Allen hatten bereits gemeinsam in der Begleitband des Zirkus von Lagos gespielt. Kuti zeigte sich beeindruckt von Allens Spielweise: „Wie kann es sein, dass du der einzige Kerl in Nigeria bist, der so spielen kann – Jazz und Highlife in einem?“ So trat Allen Kutis Highlife-Jazz-Band Koola Lobitos bei.
1969 entwickelte Fela Kuti mit der gerade in Africa ’70 umbenannten Band nach einer USA-Tournee eine neue Variante afrikanischer Musik, bei der der mitreißende Rhythmus von James Brown mit Jazz, Highlife und dem mehrstimmigen Trommeln der Yoruba-Zeremonien kombiniert wurde. Allen entwickelte für Fela einen neuen, die verschiedenen Genres afrikanischer Rhythmen vereinenden Stil.
Allen erzählte, wie er gemeinsam mit Fela Kuti 1970 Lieder schrieb: „Fela komponierte normalerweise die Parts für alle Musiker der Band (Africa ’70). Ich war der Einzige, der seine Musik beeinflussen konnte. Fela fragte mich immer, welchen Rhythmus-Typ ich spielen wollte… Man muss das mit einem guten Schlagzeuger besprechen, weil wir… waren zu viert… und sie… haben verschiedene Sachen gespielt… nicht nur Versatzstücke von Yoruba… [auch] aus anderen Regionen Nigerias und Afrikas.“ (Graeme Ewens, Africa O-Ye!, 1991)
Allen nahm mit Fela Kuti und Africa ’70 mehr als 30 Alben auf, die wohl zu den besten von Fela Kuti gezählt werden können. In den späten 1970ern gab es mehrere Meinungsverschiedenheiten in den Reihen von Africa ’70; unter anderem waren Lizenzgebühren und andere Zahlungen ein Grund für Streitigkeiten, auf der anderen Seite bekam die Band mehr Aufmerksamkeit als zuvor. Als Erfinder der den Afrobeat untermauernden Rhythmen und musikalischer Direktor von Africa ’70 fühlte sich Allen benachteiligt. Fela Kuti behauptete sich und erklärte, dass Allen die Tantiemen von seinen eigenen Liedern verlangen könne, nicht aber von Liedern, die bei Africa ’70 in gemeinschaftlicher Arbeit entstanden. In der Folge unterstützte Fela Kuti Allen bei drei Soloalben: Jealousy (1975), Progress (1977) und No Accommodation For Lagos (1979). 1979 rang sich Allen mit einigen anderen Bandmitgliedern dazu durch, Africa ’70 zu verlassen. „Was bringt mich zu der Entscheidung, dass es Zeit zum Gehen ist? Es ist… alles… und (seine) Rücksichtslosigkeit… wie es ihm egal ist, wie er es nicht weiß… wie er nicht fühlt, dass er alles (falsch) gemacht hat. Und bei den ganzen Parasiten drumherum war es genauso… es gab bis jetzt 71 Leute auf Tournee und davon haben nur 30 direkt mit der Band gearbeitet… man muss sich fragen warum. Diese Leute beraubten Fela seiner Stärke, seiner Musik.“ Allen machte alleine weiter, nach wie vor auf der Suche nach seinen ganz eigenen Klangwelten.

## Vom Afrobeat zum Afrofunk
Allen gründete seine eigene Band, nahm mit ihr 1980 No Discrimination auf und spielte mit ihr in Lagos, bis er 1984 nach London auswanderte. Nachdem er anschließend nach Paris gezogen war, spielte Allen mit King Sunny Adé, Ray Lema und Manu Dibango. 1985 nahm er N.E.P.A. auf.
Nach dem Ende der Zusammenarbeit mit Fela Kuti entwickelte Allen einen vielschichtigen Sound, der den Afrobeat zerlegte und mit Electronica, Dub und Hip-Hop kombinierte. Allen bezeichnete diese Verschmelzung der Musikstile als „Afrofunk“.
Sein 13. unabhängig produziertes Album, das am 13. Juni 2006 erschien, war eine Rückkehr zu Allens Wurzeln im Afrobeat nach den avantgardistischen Ausflügen in die Welten der Electronica; es ist eine Liveaufnahme aus Lagos mit der kompletten Afrobeat-Band Lagos No Shaking (Lagos ist in Ordnung).
Brian Eno beschrieb Tony Allen als „den vielleicht größten Schlagzeuger, der je gelebt hat“.
2006 spielte er als Schlagzeuger mit Damon Albarn, Paul Simonon und Simon Tong das Debütalbum The Good, the Bad & the Queen der gleichnamigen Band ein. Zusammen mit Damon Albarn, dem Red-Hot-Chili-Peppers-Bassisten Michael Balzary und diversen Gastmusikern veröffentlichte er 2012 als Rocket Juice & The Moon ein gleichnamiges Album.
Seit 2016 war Allen Mitglied des Moritz von Oswald Trios, dem neben von Oswald und Allen noch Max Loderbauer angehörte. Allen ersetzte damit Vladislav Delay, der zuvor drittes Mitglied der Gruppe war. Im Juni 2016 erschien das Album Sounding Lines auf Honest Jon’s Records.
Im Juli 2018 kündigte Allen eine neue Zusammenarbeit mit dem Detroit-Techno-Pionier Jeff Mills an. Ihre gemeinsame EP Tomorrow Comes the Harvest erschien am 28. September 2018. Der Radiosender ByteFM zeigte sich von der Single The Seed begeistert: „Allens gleichzeitig komplexer wie gefühlvoller Beat wird von Mills mit Jazz-Samples und elektronischen Ornamenten verziert. Es ist eine hypnotische Freude, diesen beiden Meistern beim kollektiven Grooven zuzuhören“. Im März 2020 erschien das Album Rejoice, das 2010 bei einem Zusammentreffen mit dem südafrikanischen Trompeter Hugh Masekela entstand und 2019 mit weiteren Overdubs fertiggestellt wurde; es gelangte im dritten Quartal 2020 auf die Bestenliste vom Preis der deutschen Schallplattenkritik.
Allen starb Ende April 2020 im Alter von 79 Jahren in Paris an einem Aneurysma der Bauchaorta.

## Diskografie
| Jahr | Titel                                                   | Künstler                                      | Label         |
| ---- | ------------------------------------------------------- | --------------------------------------------- | ------------- |
| 1969 | Koola Lobitos (64-68) / The 69' Los Angeles Sessions    | Fela Ransome Kuti                             | Barclay       |
| 1970 | Fela’s London Scene                                     | Fela Ransome Kuti                             | Barclay       |
| 1971 | Live !                                                  | Fela Ransome Kuti                             | Barclay       |
| 1971 | Open & Close                                            | Fela Ransome Kuti                             | Barclay       |
| 1972 | Roforofo Fight                                          | Fela Ransome Kuti                             | Barclay       |
| 1972 | Shakara                                                 | Fela Ransome Kuti                             | Barclay       |
| 1973 | Afrodisiac                                              | Fela Ransome Kuti                             | Barclay       |
| 1973 | Gentlemen                                               | Fela Ransome Kuti                             | Barclay       |
| 1974 | Confusion                                               | Fela Ransome Kuti                             | Barclay       |
| 1974 | He Miss Road                                            | Fela Ransome Kuti                             | Barclay       |
| 1975 | Jealousy                                                | Tony Allen                                    | Strut         |
| 1975 | Alagbon Close                                           | Fela Ransome Kuti                             | Barclay       |
| 1975 | Everything Scatter                                      | Fela Ransome Kuti                             | Barclay       |
| 1975 | Excuse O                                                | Fela Ransome Kuti                             | Barclay       |
| 1975 | Expensive Shit                                          | Fela Ransome Kuti                             | Barclay       |
| 1975 | Monkey Banana                                           | Fela Ransome Kuti                             | Barclay       |
| 1975 | Noise For Vendor Mouth                                  | Fela Ransome Kuti                             | Barclay       |
| 1976 | Ikoyi Blindness                                         | Fela Anikulapo Kuti                           | Barclay       |
| 1976 | Kalakuta Show                                           | Fela Anikulapo Kuti                           | Barclay       |
| 1976 | Na Poi                                                  | Fela Anikulapo Kuti                           | Barclay       |
| 1976 | Unnecessary Begging                                     | Fela Anikulapo Kuti                           | Barclay       |
| 1976 | Upside Down                                             | Fela Anikulapo Kuti                           | Barclay       |
| 1976 | Yellow Fever                                            | Fela Anikulapo Kuti                           | Barclay       |
| 1977 | Progress                                                | Tony Allen                                    | Strut         |
| 1977 | Fear Not For Man                                        | Fela Anikulapo Kuti                           | Barclay       |
| 1977 | J.J.D – Live At Kalakuta Republik                       | Fela Anikulapo Kuti                           | Barclay       |
| 1977 | No Agreement                                            | Fela Anikulapo Kuti                           | Barclay       |
| 1977 | Opposite People                                         | Fela Anikulapo Kuti                           | Barclay       |
| 1977 | Sorrow Tears And Blood                                  | Fela Anikulapo Kuti                           | Barclay       |
| 1977 | Stalemate                                               | Fela Anikulapo Kuti                           | Barclay       |
| 1977 | Zombie                                                  | Fela Anikulapo Kuti                           | Barclay       |
| 1979 | No Accommodation For Lagos                              | Tony Allen                                    | Strut         |
| 1979 | Unknown Soldier                                         | Fela Anikulapo Kuti                           | Barclay       |
| 1979 | V.I.P.                                                  | Fela Anikulapo Kuti                           | Barclay       |
| 1980 | No Discrimination                                       | Tony Allen                                    | Strut         |
| 1980 | Music of Many Colours                                   | Fela Anikulapo Kuti / Roy Ayers               | Barclay       |
| 1986 | I Go Shout Plenty                                       | Fela Anikulapo Kuti                           | Afrodisia     |
| 1988 | Never Expect Power Always (aka N.E.P.A.)                | Tony Allen with Afrobeat 2000                 | Moving Target |
| 1998 | Ariya                                                   | Tony Allen                                    | Comet         |
| 1999 | Black Voices                                            | Tony Allen                                    | Comet         |
| 1999 | Ariya (Remixes)                                         | Tony Allen                                    | Comet         |
| 1999 | The Two Sides Of Fela – Jazz & Dance                    | Fela Anikulapo Kuti                           | Barclay       |
| 1999 | Racubah! – A Collection of Modern Afro Rhythms          | Various Artists                               | Comet         |
| 2000 | Black Voices Alternate take Featuring Mike 'clip' Payne | Tony Allen                                    | Comet         |
| 2000 | Black Voices Remixed                                    | Tony Allen                                    | Comet         |
| 2000 | Mountains Will Never Surrender                          | Doctor L                                      | Jive          |
| 2000 | The Allenko Brotherhood Ensemble Part 1                 | Various Artists                               | Comet         |
| 2000 | The Allenko Brotherhood Ensemble Part 2                 | Various Artists                               | Comet         |
| 2000 | The Allenko Brotherhood Ensemble Part 3                 | Various Artists                               | Comet         |
| 2000 | Modern Answers To Old Problems                          | Ernest Ranglin                                | Telarc        |
| 2000 | Afrobeat…No Go Die !                                    | Various Artists                               | Shanachie     |
| 2001 | The Allenko Brotherhood Ensemble                        | Various Artists                               | Comet         |
| 2001 | The Allenko Brotherhood Ensemble Part 4                 | Various Artists                               | Comet         |
| 2001 | The Allenko Brotherhood Ensemble Part 5                 | Various Artists                               | Comet         |
| 2001 | The Allenko Brotherhood Ensemble Part 6                 | Various Artists                               | Comet         |
| 2002 | Homecooking                                             | Tony Allen                                    | Comet         |
| 2002 | Every Season                                            | Tony Allen                                    | Comet         |
| 2002 | Eager Hands & Restless Feet                             | Tony Allen                                    | Wrasse        |
| 2004 | Awa Band                                                | Bababatteur                                   | Ekosound      |
| 2004 | Live                                                    | Tony Allen                                    | Comet         |
| 2006 | Lagos No Shaking                                        | Tony Allen                                    | Astralwerks   |
| 2006 | To Give Is To Get                                       | Sofi Hellborg, Tony Allen and Timbuktu        | Ajabu         |
| 2007 | The Good, The Bad & The Queen                           | The Good, The Bad & The Queen                 | EMI           |
| 2007 | Kilode                                                  | Tony Allen                                    | Honest Jons   |
| 2009 | Secret Agent                                            | Tony Allen                                    | World Circuit |
| 2009 | Inspiration Information                                 | Jimi Tenor and Tony Allen                     | Strut         |
| 2012 | Rocket Juice and The Moon                               | Rocketjuice And The Moon                      | Honest Jon’s  |
| 2014 | Film Of Life                                            | Tony Allen                                    | Jazz Village  |
| 2015 | Sounding Lines                                          | Moritz von Oswald Trio                        | Honest Jon’s  |
| 2017 | The Source                                              | Tony Allen                                    | Blue Note     |
| 2017 | A Tribute to Art Blakey [EP]                            | Tony Allen                                    | Blue Note     |
| 2020 | Rejoice                                                 | Tony Allen & Hugh Masekela                    | World Circuit |
| 2021 | The Solution Is Restless                                | Joan As Police Woman, Tony Allen & Dave Okumu | PIAS          |

### Nachruf
- Julian Weber: Coole Energie: Nachruf auf Afrobeat-Legende Tony Allen. In: taz vom 1. Mai 2020.

### Musikbeispiele
- Tony Allen (Rest in Beats): The 5 Major Drum Patterns of Afrobeat auf YouTube
- Tony Allen: Wolf Eats Wolf auf YouTube
- Tony Allen & Jimi Tenor: Darker Side Of Night auf YouTube
- Tony Allen feat. Damon Albarn: Go Back auf YouTube